# 2013-as magyar műkorcsolya- és jégtáncbajnokság
2012. december 21. és 22. között rendezték a 2013. év magyar műkorcsolya- és jégtáncbajnokságát – a műkorcsolya utánpótlás korú országos bajnokságával együtt – a budapesti Gyakorló Jégcsarnokban.

## Versenyszámok

### Advanced novice fiúk
| #  | Név                  | Sportegyesület  | Össz- pontszám | RP | K |
| -- | -------------------- | --------------- | -------------- | -- | - |
| 1. | Alexander Maszljanko | Vasas SC        | 92,79          | 1  | 1 |
| 2. | Alexander Borovoj    | AST Testkultúra | 89,93          | 2  | 2 |
| 3. | Csernoch András      | DSC-SI          | 80,39          | 3  | 3 |
| 4. | Böröcz Máté          | SPO             | 59,44          | 4  | 4 |

### Advance novice lányok
| #  | Név               | Sportegyesület       | Össz- pontszám | RP | K |
| -- | ----------------- | -------------------- | -------------- | -- | - |
| 1. | Havasi Dorka      | Miskolci Jégvirág KK | 75,78          | 1  | 2 |
| 2. | Fácska Laura      | DSC-SI JE            | 72,74          | 3  | 1 |
| 3. | Medgyesi Fruzsina | SKSE                 | 72,60          | 2  | 3 |

### Junior lányok
| #  | Név              | Sportegyesület         | Össz- pontszám | RP | K |
| -- | ---------------- | ---------------------- | -------------- | -- | - |
| 1. | Tóth Ivett       | Magyar AC              | 136,91         | 1  | 1 |
| 2. | Friesz Bianka    | SKSE                   | 93,77          | 3  | 2 |
| 3. | Hammes Laura     | Budapesti Spartacus SC | 88,07          | 2  | 3 |
| 4. | Molnár Virág     | Miskolci Jégvirág KK   | 82,55          | 4  | 4 |
| 5. | Borovoj Liza     | AST Testkultúra        | 77,96          | 7  | 5 |
| 6. | Medgyesi Orsolya | SKSE                   | 76,17          | 5  | 6 |
| 7. | Nagy Blanka      | JÉC                    | 68,29          | 6  | 7 |
| 8. | Papp Vanda       | Magyar AC              | 53,70          | 8  | 8 |

### Férfiak
| #  | Név           | Sportegyesület | Össz- pontszám | RP | K |
| -- | ------------- | -------------- | -------------- | -- | - |
| 1. | Markó Márton  | Vasas SC       | 152,94         | 2  | 1 |
| 2. | Forgó Kristóf | JÉC            | 151,87         | 1  | 2 |

### Nők
| #  | Név                 | Sportegyesület       | Össz- pontszám | RP | K |
| -- | ------------------- | -------------------- | -------------- | -- | - |
| 1. | Szombathelyi Eszter | SKSE                 | 103,87         | 2  | 1 |
| 2. | Borbély Regina      | Miskolci Jégvirág KK | 102,73         | 1  | 2 |
| 3. | Szakács Bernadett   | JÉC                  | 86,48          | 3  | 3 |
| VL | Kiss Annamária      | Magyar AC            |                |    |   |

### Junior jégtánc
| #  | Név                             | Sportegyesület | Össz- pontszám | RP | K |
| -- | ------------------------------- | -------------- | -------------- | -- | - |
| 1. | Magyar Szilvia / Illés Dániel   | SPO            | 91,57          | 1  | 1 |
| 2. | Király Lili / Nagy Szabolcs     | SPO            | 81,35          | 2  | 3 |
| 3. | Szemes Adrienn / Szénási Dániel | KAD            | 80,08          | 3  | 2 |
| 4. | Pipek Beatrix / Kálmán József   | BEA            | 45,15          | 4  | 4 |

### Jégtánc
| #  | Név                           | Sportegyesület         | Össz- pontszám | RP | SZP |
| -- | ----------------------------- | ---------------------- | -------------- | -- | --- |
| 1. | Nagy Zsuzsanna / Fejes Máté   | Budapesti Spartacus SC | 138,52         | 2  | 1   |
| 2. | Turóczi Dóra / Major Balázs   | SPO                    | 134,26         | 1  | 2   |
| 3. | Túróczi Tamara / Mayer Dániel | SPO                    | 79,68          | 3  | 3   |